# Ottrelita
La ottrelita es un mineral de la clase de los nesosilicatos, y dentro de esta pertenece al llamado “grupo del cloritoide”. Fue descubierta en 1819 en las montañas Ardenas en localidad de Ottré del municipio de Vielsalm, en la provincia de Luxemburgo (Bélgica), siendo nombrada así por esta localidad. Un sinónimo poco usado es el de newportita.

## Características químicas
Es un neso-aluminio-silicato de manganeso, hidroxilado y anhidro, que pertenece al grupo del cloritoide donde están todos los nesosilicatos con catión divalente y sistema cristalino monoclínico o triclínico. No está aun bien estudiado a cual de los dos sistema pertenece la ottrelita, pues se le conocen politipos de ambos sistemas.
Es el equivalente con manganeso del cloritoide con hierro (Fe2+Al2OSiO4(OH)2), con el que forma una serie de solución sólida en la que la sustitución gradual del magnesio por hierro va dando los distintos minerales de la serie.
Además de los elementos de su fórmula, suele llevar como impurezas: hierro, magnesio, calcio y agua.

## Formación y yacimientos
Se forma bajo condiciones de estrés en vetas y cavidades en el interior de rocas metamórficas de grado medio a bajo. También se puede formar como mineral secundario producto de la alteración hidrotermal de grado medio.
Suele encontrarse asociado a otros minerales como: dickita, caolinita, rutilo, andalucita, clorita, pirofilita, davreuxita o cuarzo.